# Кондакова, Дарья Владимировна
Да́рья Влади́мировна Кондако́ва (30 июля 1991 года, Сочи, РСФСР, СССР) — российская гимнастка.
Чемпионка России среди юниоров в упражнении с лентой (2006, 2007); чемпионка Европы среди юниоров в упражнении с лентой (2006); чемпионка и бронзовый призёр чемпионата России 2009; чемпионка и трёхкратный серебряный призёр чемпионата мира 2009; двукратная чемпионка и трёхкратный серебряный призёр чемпионата мира 2010; серебряный призёр чемпионата Европы 2010; серебряный призёр чемпионата Мира 2011; чемпионка в команде и двукратный серебряный призёр в отдельных видах чемпионата Европы 2011; многократная победительница и призёр этапов Кубка мира и Гран-при.
Личный тренер Дарьи — Шумилова Анна Вячеславовна. Первые тренеры — Ланцова Наталья Леонидовна, Разгонюк Наталья (г. Сочи).

## Спортивная карьера
Художественной гимнастикой Даша начала заниматься в родном Сочи под руководством Натальи Разгонюк. Получив начальную хореографическую подготовку в танцевальном кружке, в семь лет перешла в секцию художественной гимнастики.
В подмосковный Дмитров, в школу олимпийского резерва, Дашу привезла тренер дмитровской школы Ольга Юрьевна Чайникова, под руководством которой, а также хореографа Ирины Садырой Даша стала делать первые успехи на международном уровне. Позже и семья Дарьи Кондаковой переехала из Сочи в Дмитров. На тот момент спортсменка уже входила в число лучших юниорок страны. Сезон 2006 года принёс первые ощутимые результаты — победу на Чемпионате Европы среди юниоров в командных соревнованиях и в упражнении с лентой.
Несмотря на успешное выступление, из-за высокой конкуренции Дарья не смогла пройти отбор в национальную команду и решила перейти в группу командных упражнений — там шансы на участие в Олимпийских играх казались более высокими. Однако в Пекин Кондакова так и не попала, после чего вновь вернулась в индивидуальную гимнастику.
В феврале 2009 года Дарья выступила во внеконкурсной программе на первенстве России в Дмитрове. Тогда И. А. Винер решила, что спортсменке нужно выступить на Гран-при «Москва-2009», где она в многоборье финишировала четвёртой после золотой российской тройки (Канаева, Капранова, Сесина). Этот результат позволил Кондаковой выступать на этапах Гран-при, а затем и на чемпионате мира 2009 в Исе (Япония), откуда она вернулась с золотой и 3 серебряными медалями.

Первый тренер гимнастки Наталья Разгонюк, тренировавшая Дарью в Сочи, в 2010 г. в интервью корреспонденту «Известий» следующим образом характеризовала свою бывшую подопечную:
 «Лично меня её бурный прогресс не удивляет: у Даши с детства сильный характер. Она умеет не раскисать под ударами судьбы и анализировать ошибки, чтобы не допускать их вновь».
В ответ на вопрос корреспондента, откуда у Кондаковой взялось прозвище «Дарья-искусница», Н. Разгонюк пояснила, что Дарья с детства очень хорошо рисует и лепит из пластилина, а в будущем хочет стать дизайнером.

На чемпионате мира 2010 в Москве Дарья стала чемпионкой мира в упражнении со скакалкой, опередив олимпийскую чемпионку Евгению Канаеву. Личный тренер Д. Кондаковой Анна Шумилова прокомментировала победу своей подопечной так:
 «Я очень довольна выступлением своей ученицы. Даша сделала, что могла и в упражнении со скакалкой, и в упражнении с обручем. А что со скакалкой она выиграла у Жени Канаевой… Я, всё же, считаю, что сегодня не столько Даша выиграла, сколько Женя проиграла — допустила ошибку, не очень явную для неискушенных зрителей, но заметную для судей. Ничего особенного не произошло. Канаева — по-прежнему первый номер в сборной России. А Даша, возможно, упрочила свои позиции в качестве второго номера».

Главный тренер сборной Ирина Винер сказала:
«А чему вы удивляетесь? Да, Женя Канаева у нас в команде — первый номер, но Даша Кондакова тоже очень сильная спортсменка…Она сегодня выступила прекрасно! И вообще, она не настолько слабее Канаевой, чтобы Канаева позволяла себе какие-то неточности».

Ещё одну золотую медаль Даша выиграла вместе с Евгенией Канаевой, Дарьей Дмитриевой и Яной Лукониной в командном многоборье. В индивидуальном многоборье, упражнении с обручем и лентой гимнастка стала серебряным призёром. Кроме этого, спортсменке был вручён приз «За элегантность» от компании «Longines».

## Награды
- Благодарность Министра спорта, туризма и молодёжной политики Российской Федерации — За высокие спортивные достижения на чемпионате мира по художественной гимнастике в 2011 году[8]